# Општина Костешти (Валча)
Костешти (рум. Costeşti) општина је у Румунији у округу Валча.
Oпштина се налази на надморској висини од 594 m.